# (72675) 2001 FP54
(72675) 2001 FP54 – planetoida z pasa głównego asteroid okrążająca Słońce w ciągu 4,52 lat w średniej odległości 2,73 j.a. Odkryta 18 marca 2001 roku.